# 日本ケータイ小説大賞
日本ケータイ小説大賞（にほんケータイしょうせつたいしょう、2006年 - 2015年）とは、ケータイ小説を対象とし、ケータイ小説家に与えられる文学賞。

## 概要
ケータイ小説の急速な浸透やケータイ小説を書籍化したものが100万部を超えるベストセラーとなっているのを背景に設立されたケータイ小説を対象とした日本国内初の本格的な賞である。
第1回の実行委員会は毎日新聞社、スターツ出版、魔法のiらんどの3社で構成し発足した。その後、ケータイ小説の新しい文化を担うためにそれぞれ独自の道を歩むこととなり、第2回からは毎日新聞社とスターツ出版の2社で実行委員会を構成した。新たに共催としてケータイ向けブログサイトLegimoを運営するエクシングが第2回より参加し第3回までとり行い、第5回はE★エブリスタが、第7回ではマイナビの運営する10代女子向けのライフデザインプロジェクトのJOLが共催に名を連ねている。

## 応募資格と対象
- 応募資格は不問（プロ、アマ、年齢は一切問わない）。
- 公式応募サイトもしくはフリー応募制に参加するサイトで公開され、ケータイで閲覧可能であること。
- ジャンルは問わない。但し、公序良俗に反するもの、官能小説、差別的表現のある小説、過度な暴力的表現のある小説は不可。
- まだ書籍化されていない、もしくは書籍化の予定がない日本語で書かれたオリジナル作品に限る。
- 他の文学賞との二重応募は失格となる。
- 既に他のサイト（小説投稿サイトなど）で発表されたものも応募可能だが、著作権及び著作隣接権が完全にフリーであることが条件。
- 未完成の作品であっても、第1次読者投票期間中に完結する予定の作品であれば、応募可能。
- 原稿枚数が各ケータイサイトの小説投稿ページの200ページ以上 (第1回・第2回は200～500ページ)。
- 童話ジャンルはページ数制限はなし(第3回のみ)

### 公式応募サイト
第1回は魔法のiらんど、第2回より野いちごが主催し、応募を受け付けている。
共催公募サイト
- 第2回 - BooksLegimo
- 第3回 - BooksLegimo
- 第5回 - E★エブリスタ

### フリー応募制
公式サイト以外の小説を応募できる制度 (第1回・第2回のみ)

## 選考方法
応募者は公式応募サイトに各自で連載を開始する。読者が自由に投票を行い､第一次読者投票通過作品として各サイトより、それぞれ上位15作品が選出される。その後、フリー応募制によって選抜された10作品を合わせた合計40作品を日本ケータイ小説大賞公式サイトで発表。
さらに､40作品に対して第二次審査の読者投票を行い15作品に選抜後、審査員の最終審査により9月下旬に大賞をはじめとした各賞が発表される。

## 賞金
大賞・優秀賞は必ず書籍として出版される。賞金の金額は開催年ごとに異なり（第1回は大賞が200万円）開催ごとに毎年減額傾向にある（第10回は大賞が30万円）が、副賞に東京ディズニーリゾート(R)ペアチケット＆宿泊券が与えられたりすることもある。また、協賛によって大賞・優秀賞以外の賞が設けられている。

## 受賞作品一覧
第1回 (2006年)
- 大賞 - 十和「クリアネス」
- 優秀賞 - ゆき「この涙が枯れるまで」、貞次シュウ「地球最後の24時間」
- TSUTAYA賞 - 陽末「プリンセス」、
- 審査員特別賞 - 流奈「 。☆゜星空゜☆。」、アポロ「被害妄想彼氏」

第2回 (2007年)
- 大賞 - reY「白いジャージ～先生と私～」
- 優秀賞 - Ayaka. 「空色想い」、*R*「√セッテン」
- TSUTAYA賞 - かな「ラスト・ゲーム」
- セブン-イレブン賞 - 佐野あげは「キスまでの距離」
- JOY SOUND賞 - ERINA「儚い者たち」
- 特別賞 - 秋桜「BITTER。○」、のらね「ブラウン管の中の彼女」
- こども賞 - ぬこ「ID01」

第3回 (2008年)
- 大賞 - kiki「あたし彼女」
- 優秀賞 - 夏木エル「告白- synchronize love -」、水沢莉「レンタルな関係。」
- TSUTAYA賞 - kiki「あたし彼女」
- JOY SOUND賞 - kiki「あたし彼女」
- 源氏物語千年紀賞 - 矢口葵「LOVE BOX〜光を探して〜」
- ジャンル賞 - 秋梨「僕にキが訪れる」

第4回 (2009年)
- 大賞 - 繭「風にキス、君にキス。」
- 優秀賞 - 沙絢「君を、何度でも愛そう」
- TSUTAYA賞 - 繭「風にキス、君にキス。」
- TBSブックス★賞 - 繭「風にキス、君にキス。」
- 特別賞 - 涼宮リン「俺様王子と秘密の時間」

第5回 (2010年)
- 大賞 - 櫻井千姫「天国までの49日間」
- 優秀賞 - コン「有明先生と瑞穂さん、高橋あこ「太陽が見てるから」
- TSUTAYA賞 - 櫻井千姫「天国までの49日間」
- 特別賞 - イアム「放課後図書室」

第6回 (2011年)
- 大賞 - 水野ユーリ「あの夏を生きた君へ」
- 優秀賞 - なぁな「純恋 〜スミレ〜、樹香梨「初恋タイムスリップ」
- TSUTAYA賞 - tomo4「友達の彼氏をスキになった。」
- 特別賞 - あちゃみ「ひまわり」

第7回 (2012年)
- 大賞 - YuUHi「大好きでした。」
- 優秀賞 - Salala「今までの自分にサヨナラを」
- TSUTAYA賞 - rila｡「四つ葉のクローバーちょうだい。」
- 特別賞 - 月森みるく「15歳のラビリンス」

第8回（2013年）
- 大賞 - いぬじゅん「いつか、眠りにつく日」
- 優秀賞 - 逢優「てのひらを、ぎゅっと。」
- 進研ゼミ中学講座賞 - いぬじゅん 「いつか、眠りにつく日」
- TSUTAYA賞 - 逢優「てのひらを、ぎゅっと。」
- ブックパス賞 - 逢優「てのひらを、ぎゅっと。」
- 特別賞 - ゆいっと「許される恋じゃなくても」
- パープルレーベル賞 - 岩長咲耶「和神の血族〜熱いアタシ×冷たいアイツ〜」
- ブラックレーベル賞 - 北沢「ナナツノノロイ」

第9回（2014年）
- 大賞 - miNato「また、キミに逢えたなら。」
- 優秀賞 - cheeery「キミのイタズラに涙する。」、幸「天国への切符」
- TSUTAYA賞 - cheeery「キミのイタズラに涙する。」
- ブックパス賞 - miNato「また、キミに逢えたなら。」
- 特別賞 - 美波 夕「あのこになりたい」
- ケータイ小説文庫賞･ブルーレーベル - ちせ.「あと、11分」
- ケータイ小説文庫賞･ブラックレーベル - 西羽咲花月「彼氏人形」

第10回（2015年）
- 大賞 - Link「はちみつ色の太陽」
- 優秀賞 - 浪速ゆう「妄想ラブレター」、天瀬ふゆ「STARS&MISSION」、SELEN「好きになれよ、俺のこと。
- 短編賞 - aona「絶対値のゆくえ、なかめぐろ「晴れ空にビー玉」
- TSUTAYA賞 -  Link「はちみつ色の太陽」
- ブックパス賞 - Link「はちみつ色の太陽」

## 最終選考審査員
第1回（2006年）
室井佑月 / 大川勇 / 山口善輝 / 藤田明久 / 高野幸生 / 山下勝也 / 谷井玲
第2回（2007年）
中村航 /  十和  / 山口俊郎  / 山口善輝 / 高野幸生 / 久松猛朗 / 土岐高広 / 大川勇 / 菊地修一
第3回 (2008年)
秋元康 / 十和 / 原田由佳 / 高野幸生 / 吉田篤司 / 内藤麻里子 / 新井俊也 / 瀬戸内寂聴 (名誉実行委員長)
第4回 (2009年)
朝日奈央 / 若林芹奈 / 藤波心 / ばにぃ / 燈色 / 久保田智子 / 内藤麻里子 / 新井俊也
第5回 (2010年)
てんちむ / 熊谷宜和 / 山田香織 / 池田純 / 内藤麻里子 / 新井俊也
第6回 (2011年)
中山絵梨奈 / 藤田ニコル / 繭 / 北野有希子 / 新井俊也
第7回（2012年）
藤田ニコル / 小山内花凜 / 榎本咲百合 / 田中伸明 / 北野有希子 / 小野祐輝 / 内藤麻里子 / 新井俊也
第8回（2013年）
小山内花凜 / 鈴木美羽 / 小野祐輝 / 加藤有香 / 大島麻衣 / 内藤麻里子 / 松島滋
第9回（2014年）
鈴木美羽 / 永野芽郁 / 加藤有香 / 中嶋奈津子 / 内藤麻里子 / 篠原康子
第10回（2015年）
清水凜花 / 南沙良 / 梅岡光夫 / 神宮司彩 / 中嶋奈津子 / 浅見千春 / 内藤麻里子 / 篠原康子

## 日本ケータイ小説大賞事務局
- 主催：日本ケータイ小説大賞実行委員会（毎日新聞社､スターツ出版）
- 共催：エクシング（第2～3回）、E★エブリスタ（第5回）、JOL（第7回）
- 特別協力：NTTドコモ（第4～7回）、ラブベリー（第4回）、KDDI（第8回～第10回）、りぼん（第10回）、マーガレットBOOKストア!（第10回）
- 協賛：TSUTAYA（全回）、セブン-イレブン・ジャパン(第1～2回)、進研ゼミ中学講座（第6回～第10回）
- 協力：ドーガ堂(第1～2回)、
- 後援：スポーツニッポン新聞社（第1～6回）、源氏物語千年紀委員会(第3回)、TBSテレビ（第4回）